# برین (دهستان)
برین (دهستان) (به اسپانیایی: Verín) یک شهرستان در اسپانیا است که در استان اورنسه واقع شده‌است.

## خصوصیات
برین ۹۳٫۹ کیلومترمربع مساحت و ۱۴٬۳۹۱ نفر جمعیت دارد و ۳۷۳ متر بالاتر از سطح دریا واقع شده‌است.